# Schloss Schielleiten

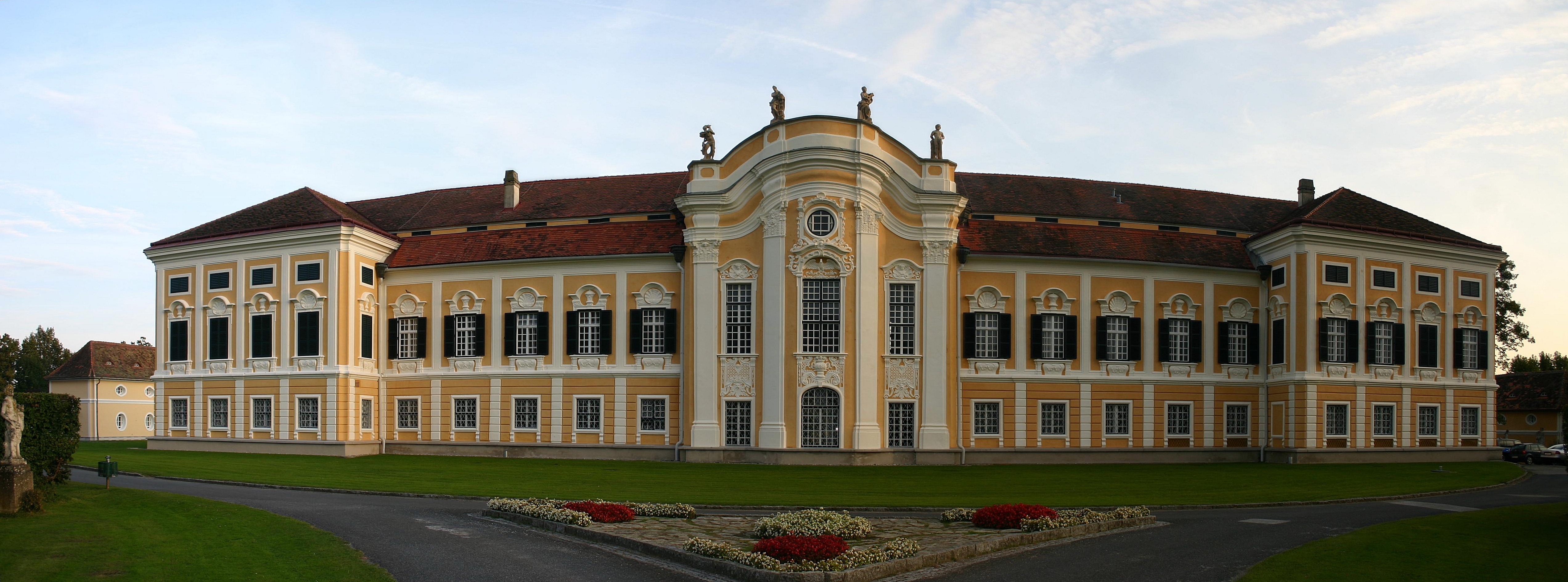
Vorderansicht

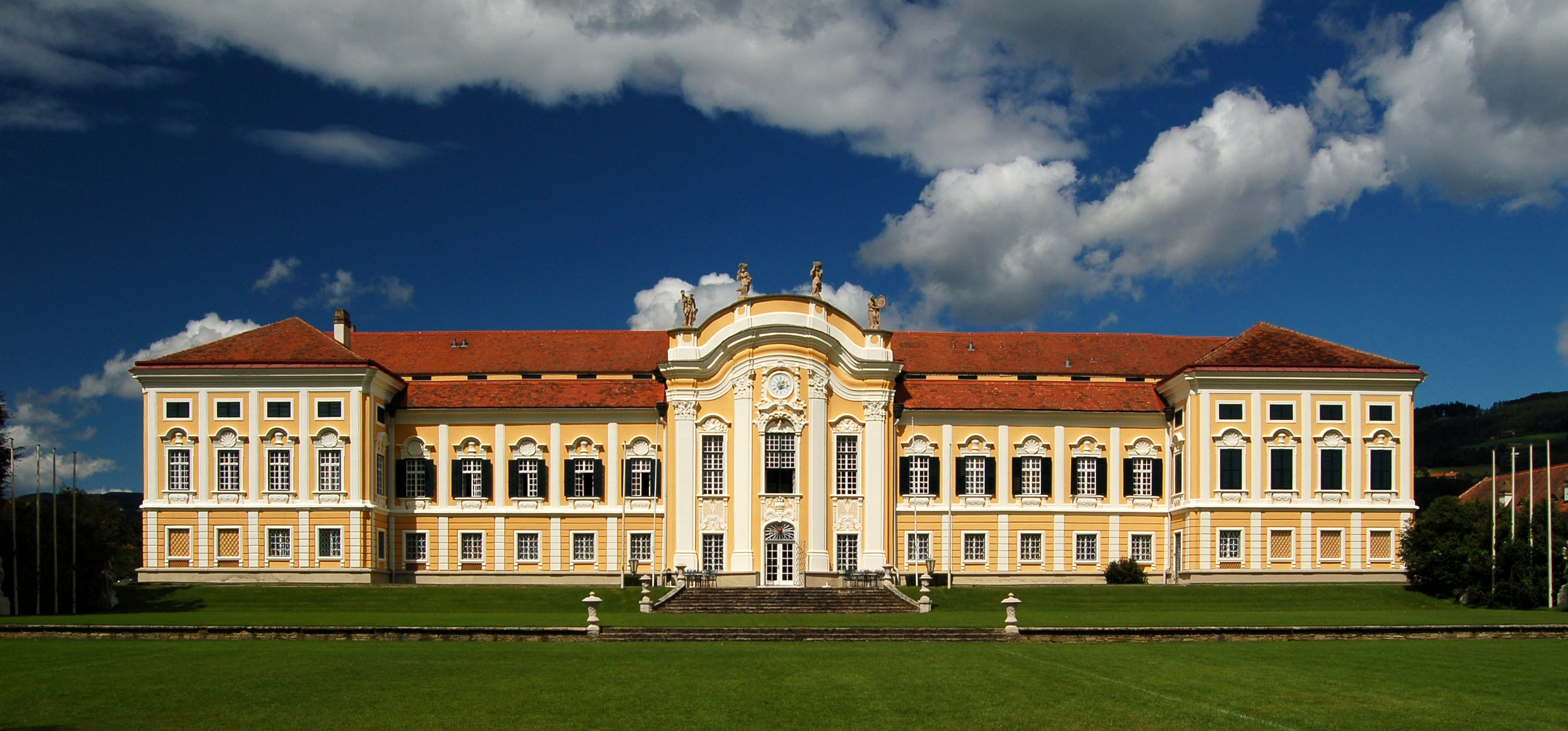
Gartenseite

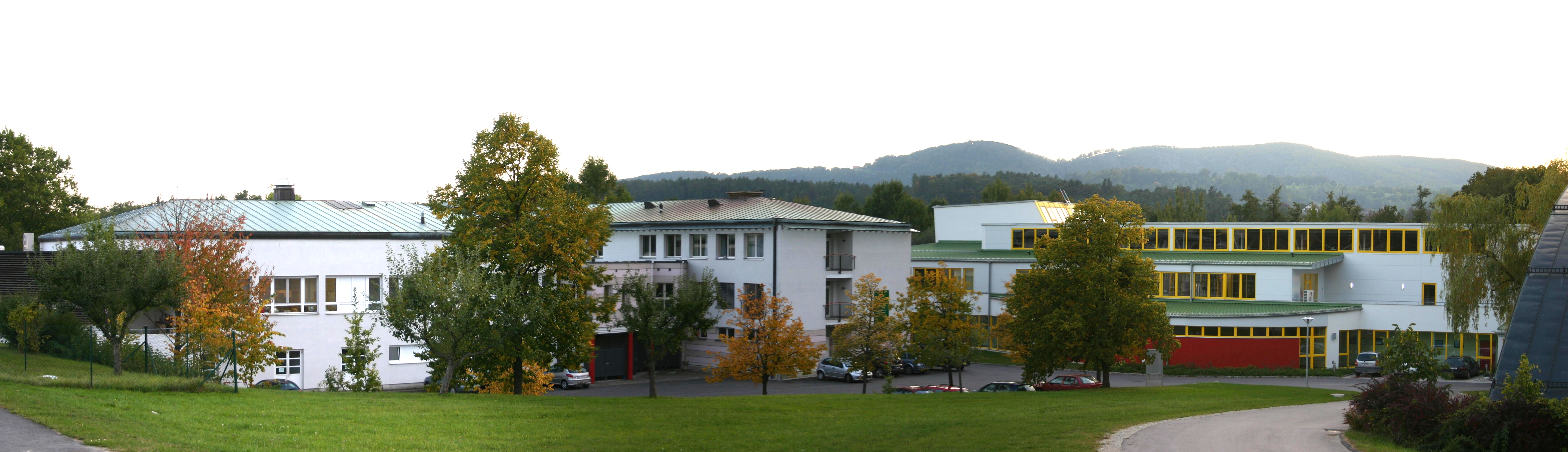
Bundessportschule

Schloss Schielleiten ist ein Schloss in der Gemeinde Stubenberg im Bezirk Hartberg-Fürstenfeld in der Steiermark und gehört zu den Bundessport- und Freizeitzentren Austria.

## Geschichte
Das Barockschloss wurde zwischen 1720 und 1730 von Maximilian Reichsgraf Wurmbrand-Stuppach (1682–1731) erbaut. Dieser war auch im Besitz der Burg Schielleiten, strategisch über dem Schloss an der Talflanke gelegen. Die Burg wurde auf Grund der hohen Steuerlast, die sich nach der Dachfläche richtete, zugunsten des Schlosses aufgegeben. Dieses wurde im Stil des Wiener Hochbarocks in der Form eines Mittelpavillons mit Seitenflügeln angelegt. Die Reichsgrafen hatten sich jedoch mit dem Bau finanziell übernommen. Der Bau wurde vorzeitig eingestellt, nur der Mittelrisalit, die beiden Flügel und der Westrisalit wurden fertiggestellt.
Das Schloss blieb bis 1906 im Besitz der Familie. Durch die Heirat mit Anna Maria Reichsgräfin Wurmbrand-Stuppach kam das Schloss Schielleiten in den Besitz des Marchese Tacoli, dessen Erben es 1921 an Frank Whitehead, Geschäftspartner der Lammerbank in Zell am See, verkauften. Frank war der Sohn des Industriellen und Torpedofabrikanten John Whitehead in Fiume/Rijeka und Bruder von Agathe Whitehead, der ersten Frau von Georg Ludwig von Trapp, der späteren Begründerin der legendären Trapp-Familie. Als Frank Whitehead infolge der Weltwirtschaftskrise und des Konkurses der Lammerbank den Großteil seines Vermögens verlor, wurde der Gutsbesitz aufgeteilt und um 1935 an die Republik Österreich verkauft. Noch im gleichen Jahr wurde der fehlende Ostrisalit stilgemäß ergänzt und den bestehenden Trakten angepasst. Die Besitzungen wurden der Österreichischen Turn- und Sportfront übergeben.
Im Zweiten Weltkrieg stand Schielleiten der NSDAP zur Verfügung und wurde als Gau-Sportschule genutzt. Danach diente es als Ausweichquartier für das Grazer St. Anna Kinderspital und zuletzt als Lazarett. Von 1945 bis 1947 stand es als deutsches Eigentum unter britischer Militärverwaltung.

## Heutige Verwendung

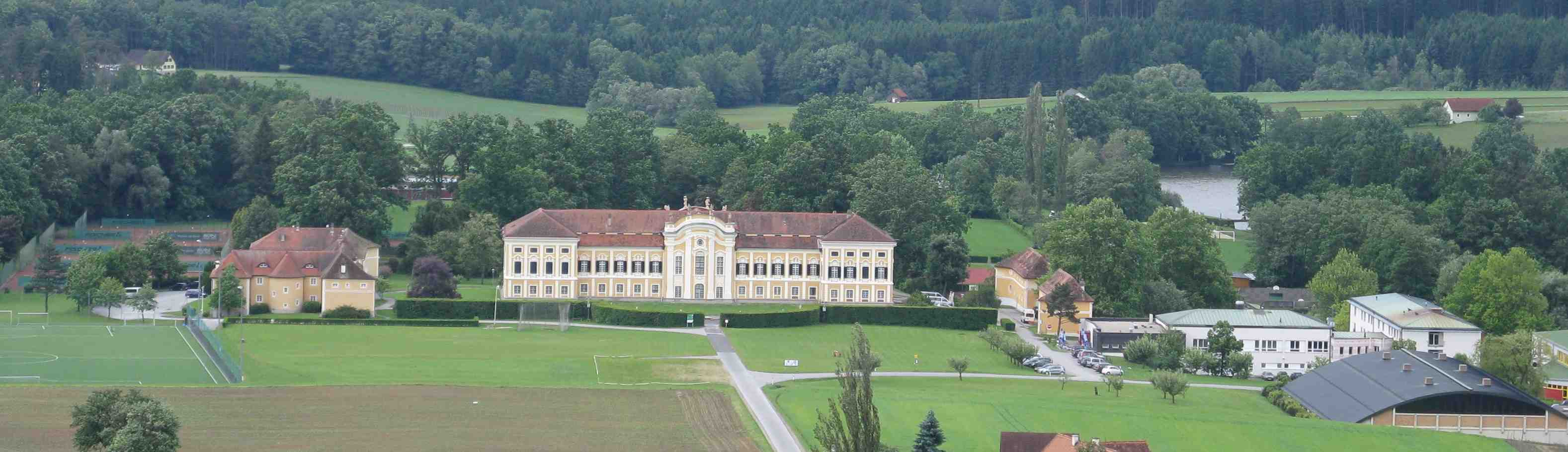
Schielleiten – Sicht von Altschielleiten

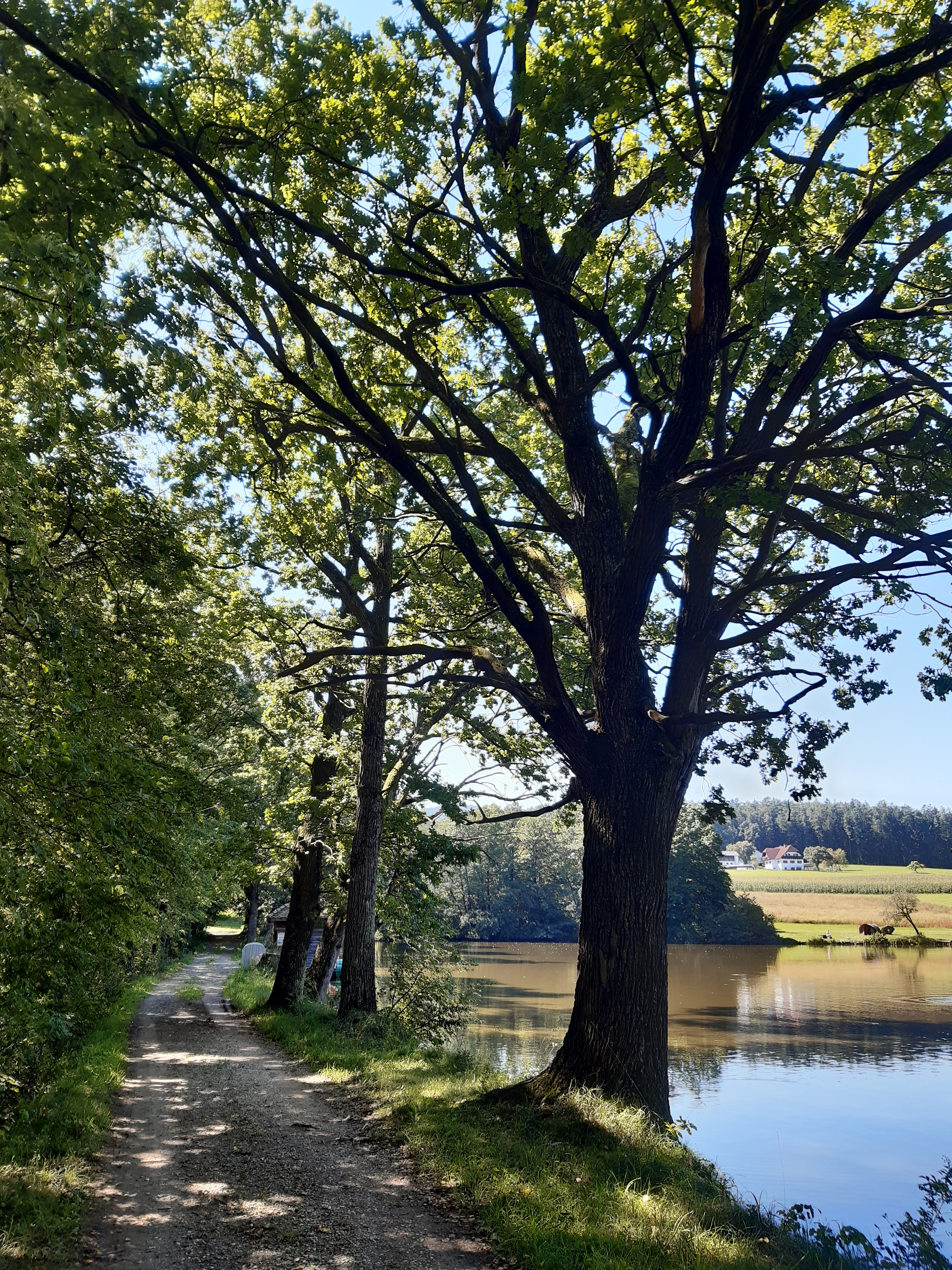
Schlosspark mit Teichanlagen

Das Schloss diente mit kurzen Unterbrechungen als Bundessportschule. Das Bundessport- und Freizeitzentrum Schielleiten ist mit 43 ha Areal mit Sportanlagen im Schlosspark die größte und älteste derartige Einrichtung in Österreich. Seit 1960 wurde die Anlage kontinuierlich ausgebaut. Sie verfügt heute über 200 Betten und zahlreiche Seminar- und Sporteinrichtungen.
Bekannt ist das Schloss auch durch die Konzertreihe „Schielleitner Barockabende“. Es war zudem Austragungsort mehrerer Heißluftballon-Europa- und Weltmeisterschaften.